# 萨拉·罗伯逊
萨拉·罗伯逊（英語：Sarah Robertson，1993年9月27日—），英国女子曲棍球运动员。她曾代表英国国家队参加2020年夏季奥林匹克运动会曲棍球比赛，获得一枚铜牌。她也曾入选2014年、2018年和2022年英联邦运动会苏格兰女子曲棍球队名单。